# 돼지골
돼지골은 개봉 미정인 개봉 예정인 한국 영화. 영어 영화이다.

## 개봉 전 정보
영어 영화임에도 100% 한국 자본, 한국 스태프로 제작된다.

## 출연진
- 마동석